# Маульбронн (город)
Маульбронн (нем. Maulbronn) — город в Германии, в земле Баден-Вюртемберг.
Подчинён административному округу Карлсруэ. Входит в состав района Энц. Население составляет 6514 человек (на 31 декабря 2010 года). Занимает площадь 25,44 км². Официальный код — 08 2 36 038.
Главная достопримечательность города — монастырь Маульбронн, занесённый ЮНЕСКО в список Всемирного наследия.

## Фотографии

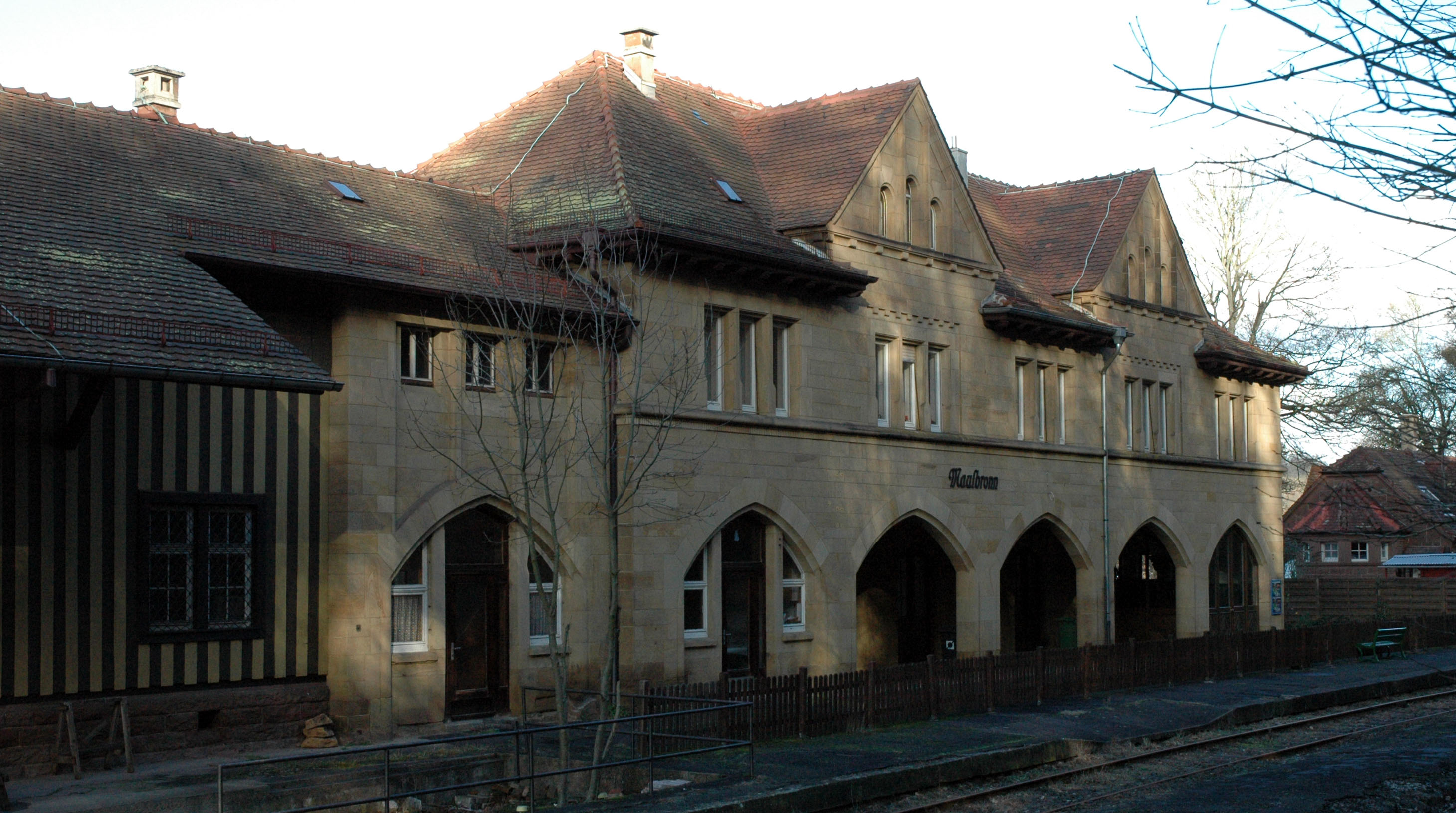
Монастырь
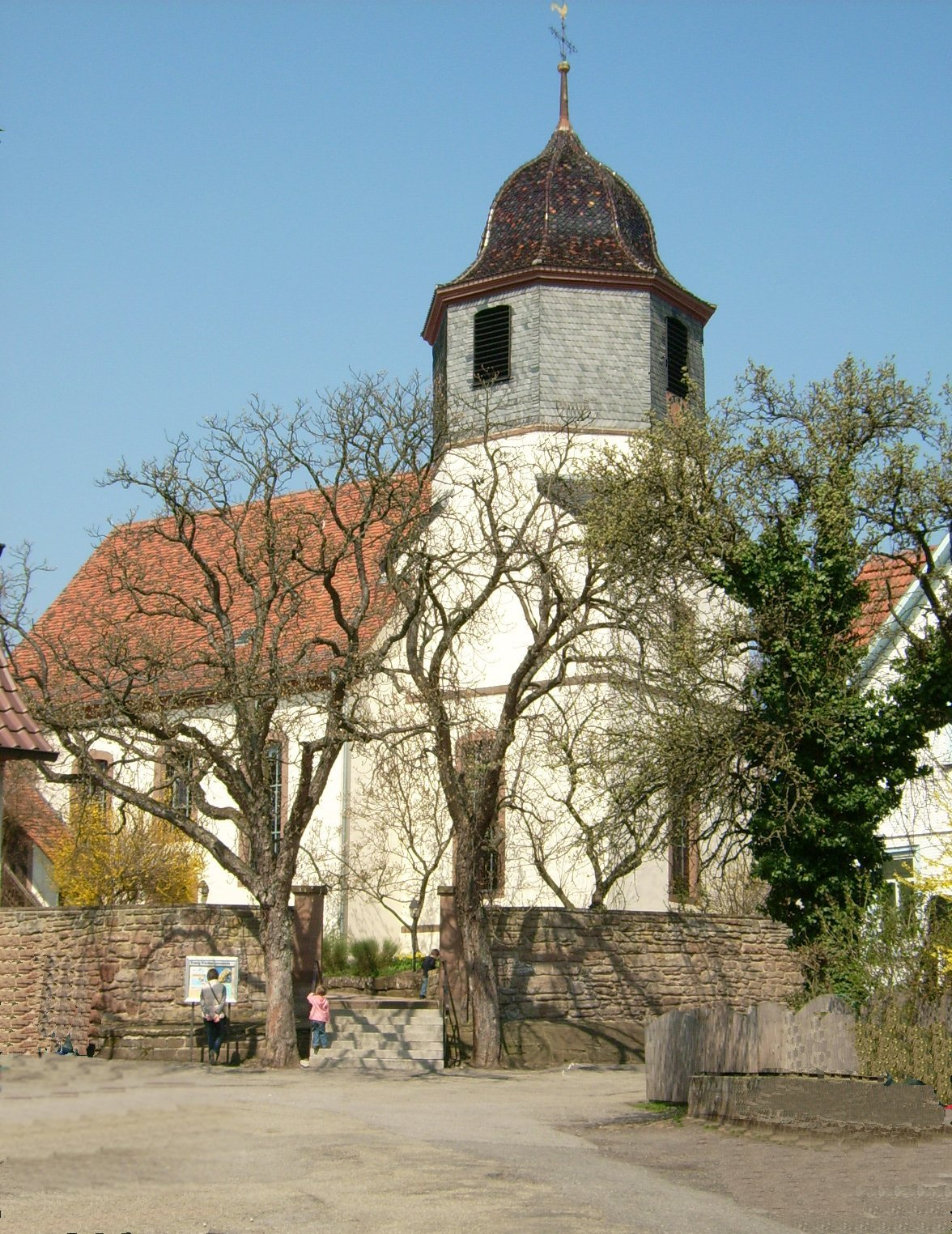
Церковь
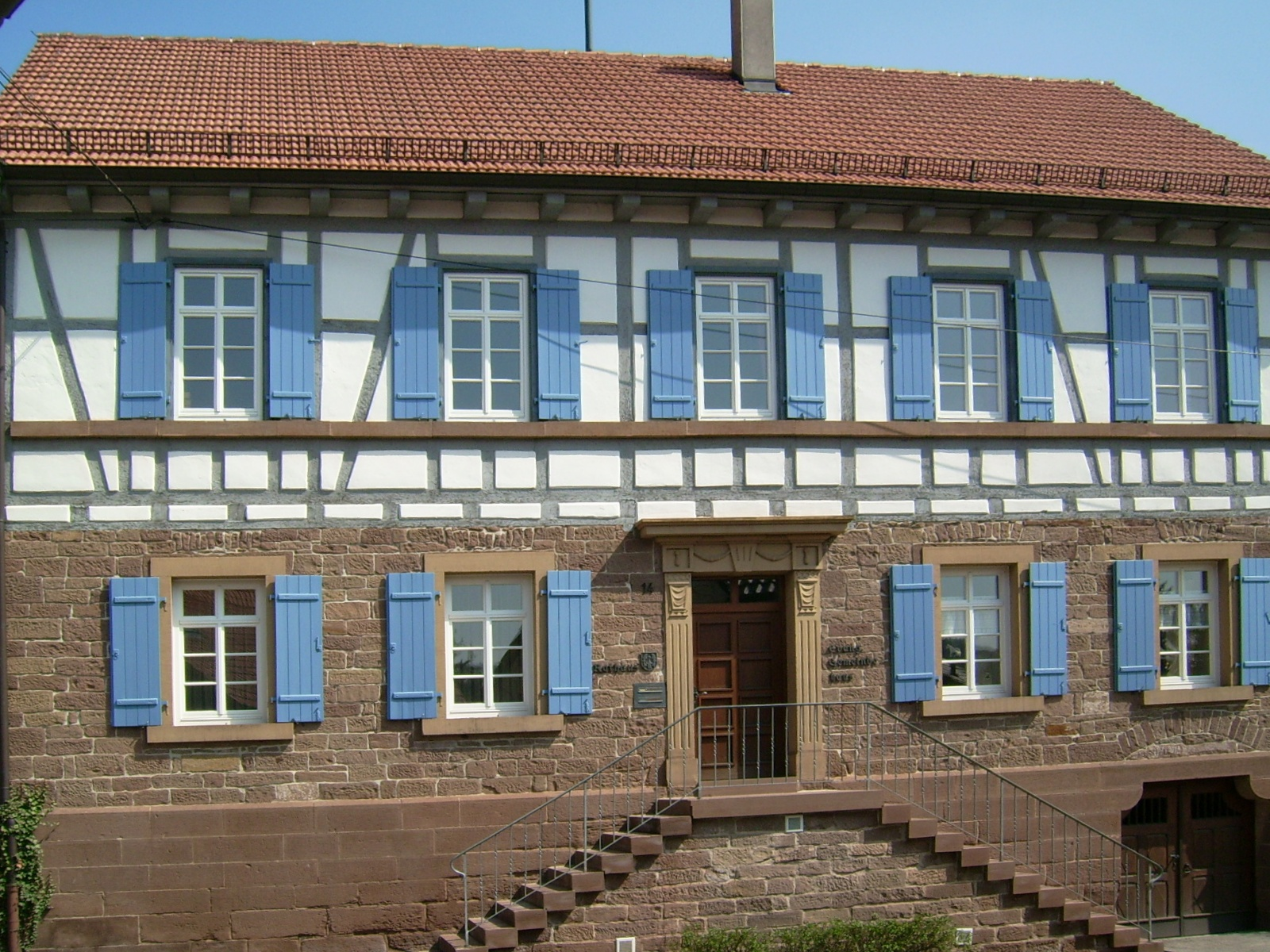
Ратуша
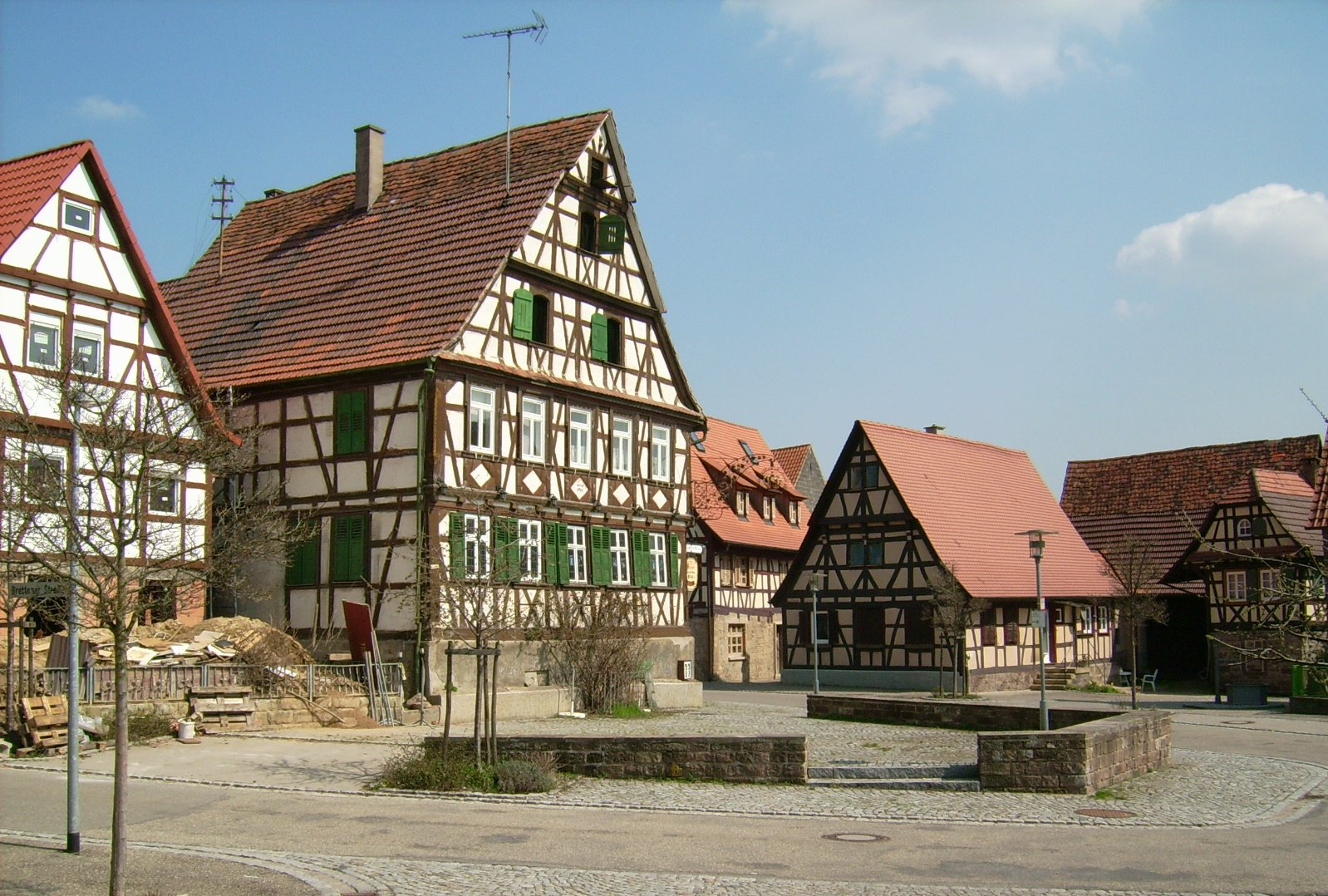
Рыночная площадь
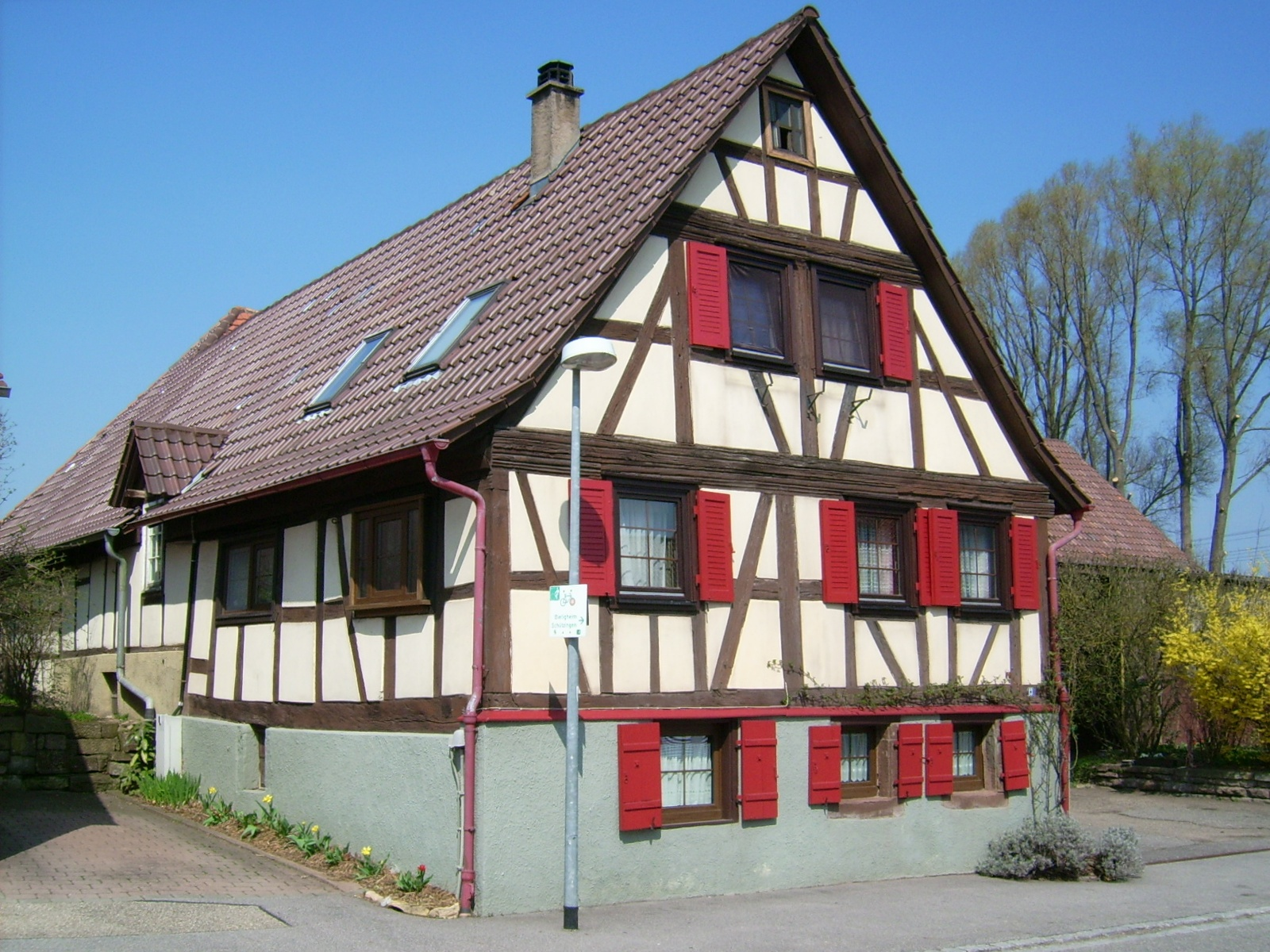